# Solicide
Solicide ist eine 1999 gegründete Funeral-Doom-Band.

## Geschichte
Lawrence van Haecke, der unter anderem mit Pantheist das Demo 1000 Years als Bassist im Studio Templa Libitina einspielte, gründete Solicide um das Jahr 1999. Der Musikstil und die Form entstanden aus dem subjektiven Bedürfnis nach kreativem Ausdruck. Trotz der Bestrebung sich mit Solicide zu verwirklichen pausierte das Projekt bis zum Frühsommer 2003 wiederholt. Aufgrund seines Studiums und weiterer Verpflichtungen lag die Tätigkeit mit Solicide phasenweise brach. Von September 2002 bis zum Juli 2003 komponierte van Haecke arbeitete van Haecke konzentriert an der Produktion seines Debütalbums, welches er gemeinsam mit Stijn van Cauter in dessen Tonstudio Templa Libitina aufnahm und von diesem über das Label Nulll Records verlegen ließ. Van Haecke kontaktierte van Cauter mit dem Wunsch, sein Debüt in dessen Studio aufzunehmen. Im Prozess der Aufnahmen intensivierte sich die Kooperation und van Cauter brachte sich als Gastmusiker auf dem im August 2003 erschienenem Album Der Untergang des Abendlandes ein und bot van Haecke den Verlag des Albums an. Das Album wurde nur selten jedoch positiv rezensiert. Der Untergang des Abendlandes sei so Scott Wickens für Doom-Metal.com „jedem, der sich auch nur entfernt für Funeral Doom interessiere“ zu empfehlen. Das Album sei „zwar kein Meisterwerk“, aber ihm gelänge, „eine verdammt kalte und traurige Atmosphäre zu schaffen“. Obwohl van Haecke bereits 2003 von einem abgeschlossenen Schreibprozess zum zweiten Album sprach, blieb die Veröffentlichung aus.

## Konzept
Van Haecke beschrieb Solicide 2003 als Konzept-Band. Der Name Solicide bedeute Mörder der Sonne, derweil die Sonne hier als synonyme Lichtquelle zu verstehen sei.

„For people there are many 'lights' in their lives, e.g. the church, the nation, the culture, etc ... All those lights - like the sun - blind people. On the other side, there's darkness.
Darkness leaves a person solely with itself. This state is the most rewarding for an individual. It's not herding that does the trick. It's thinking for yourself.“

„Für die Menschen gibt es viele Lichter in ihrem Leben, zum Beispiel die Kirche, die Nation, die Kultur usw. – wie die Sonne – blenden all diese Lichter Menschen. 
Dem Gegenüber liegt die Dunkelheit. Dunkelheit lässt einen Menschen allein bei sich selbst sein. Dieser Zustand ist für den Einzelnen am erstrebenswertesten. Kunst entsteht nicht in der Herde. Es bedeutet für sich selbst denken.“

Mit dem Projekt wollte er Geschichten erzählen, die sich diesem groben Konzept unterordnen ließen. Das Debüt Der Untergang des Abendlandes nimmt im Titel direkt Bezug zum gleichnamigen Buch Oswald Spenglers. Van Haecke bezeichnet Spengler indes als Inspiration und nimmt in der lyrischen Ausgestaltung des Debüts Bezug auf das Werk Spenglers. Mit Der Untergang des Abendlandes widme Solicide sich dem benannten Thema. So beschreibt van Haecke die westeuropäische Gesellschaft als „eine sterbende Kultur“ die den Tatsachen hinterherlaufe.

## Stil
Die von Solicide präsentierte Musik gilt als „harter, trostloser und kalter“ Funeral Doom. Das Webzine Doom-Metal.com beschreibt den Stil als Vergleichbar mit Genre-Vertretern wie Until Death Overtakes Me, Thergothon und Skepticism. Derweil die Musik weniger Ambient-Untermalung kennzeichne. Die Texte werden in Französisch, Englisch, Deutsch, Niederländisch und Italienisch „feierlich“ gesungen, geflüstert und gegrowlt. Das massive und verzerrtes, Gitarrenspiel komme manchmal dem Drone Doom nahe. Während die Musik um den Klang von Pauken und Kirchenorgeln ergänzt wird und „düstere Klanglandschaften“ erzeuge.

## Diskografie
- 2003: Der Untergang des Abendlandes (Album, Nulll Records)